# Pałac w Drwalewicach
Pałac w Drwalewicach – zabytkowy pałac w miejscowości Drwalewice, w województwie lubuskim, w powiecie nowosolskim, w gminie Kożuchów.

## Historia
Renesansowy dwór obronny wzniósł prawdopodobnie w XVI w. Hans Wolff von Unruh. Od XVI w. wielokrotnie zmieniał się wygląd dworu, a folwark zmieniał właściciela. Z początkiem XIX w. dwór został przebudowany przez ówczesnego właściciela porucznika von Stempel. W 1872 r. właścicielami zostaje rodzina von Eichmann, która gruntownie przebudowała miejscowy dwór. Powstała wtedy obecna neogotycka rezydencja w angielskim stylu. Za pałacem założono romantyczny ogród i wykopano staw. Ostatnim właścicielem do końca II wojny światowej był Dietrich von Eichmann. Po zakończeniu wojny w posiadłości utworzono PGR. Administrowany przez PGR pałac służył celom mieszkalnym, dzięki czemu nie uległ degradacji. W końcu lat 80. XX w. przeprowadzono remont obiektu, a mieszkańcom dano mieszkania zastępcze. Wraz z rozwiązaniem PGR-ów rozpoczęła się powolna dewastacja obiektu. Obiekt przez wiele lat w rekach prywatnego wlasciciela przechodzil stopniowo remonty. W chwili obecnej w rekach nowej firmy.

## Opis
Od frontu znajduje się główne wejście pomiędzy dwiema kolumnami korynckimi podtrzymującymi balkon z kamienną balustradą. Pod balkonem po bokach podwieszone są dwa gryfy. Nad drzwiami balkonowymi na pierwszym piętrze, w kartuszu znajduje się herb właścicieli von Eichmann. Tylną ścianę pałacu podtrzymuje pięć skarp natomiast w bocznej, po lewej stronie, za trzypiętrową czteroboczną wieżą przechodzącą w ośmioboczną, widoczny jest system przyporowy. Wszystkie ściany zwieńczone attyką.

## Galeria

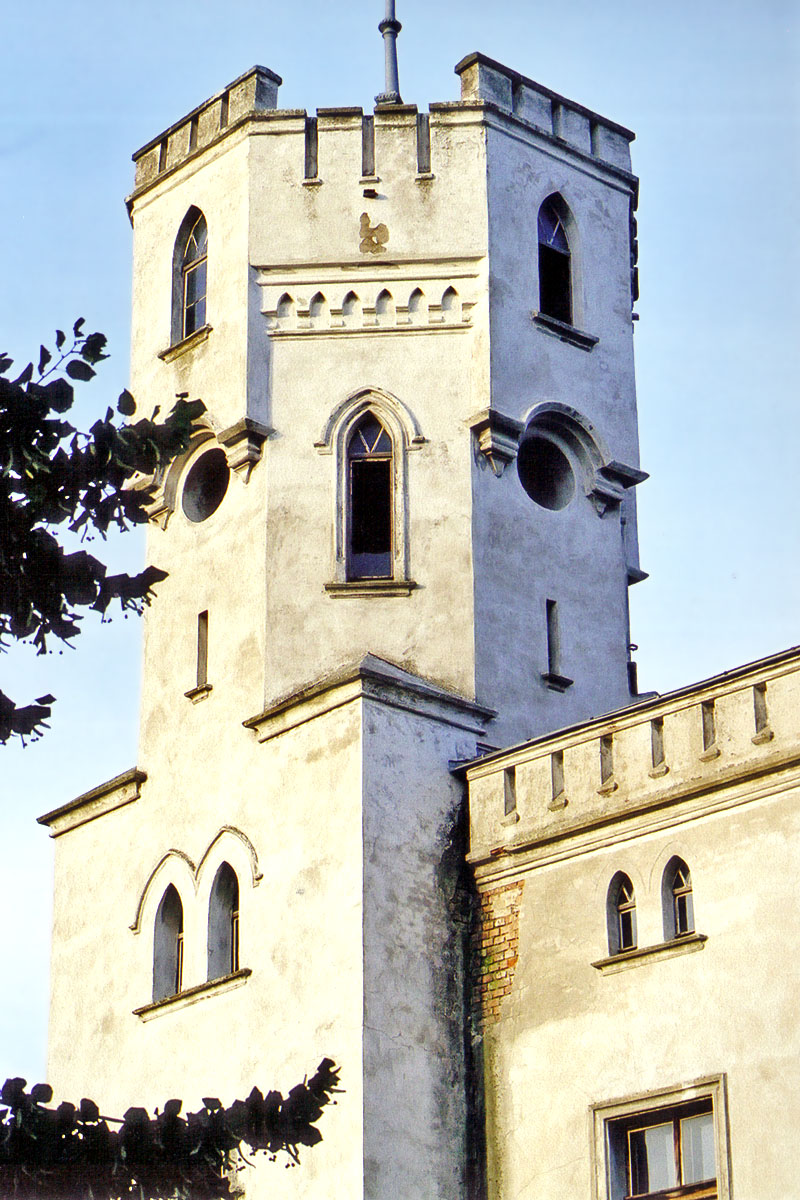
Wieża.
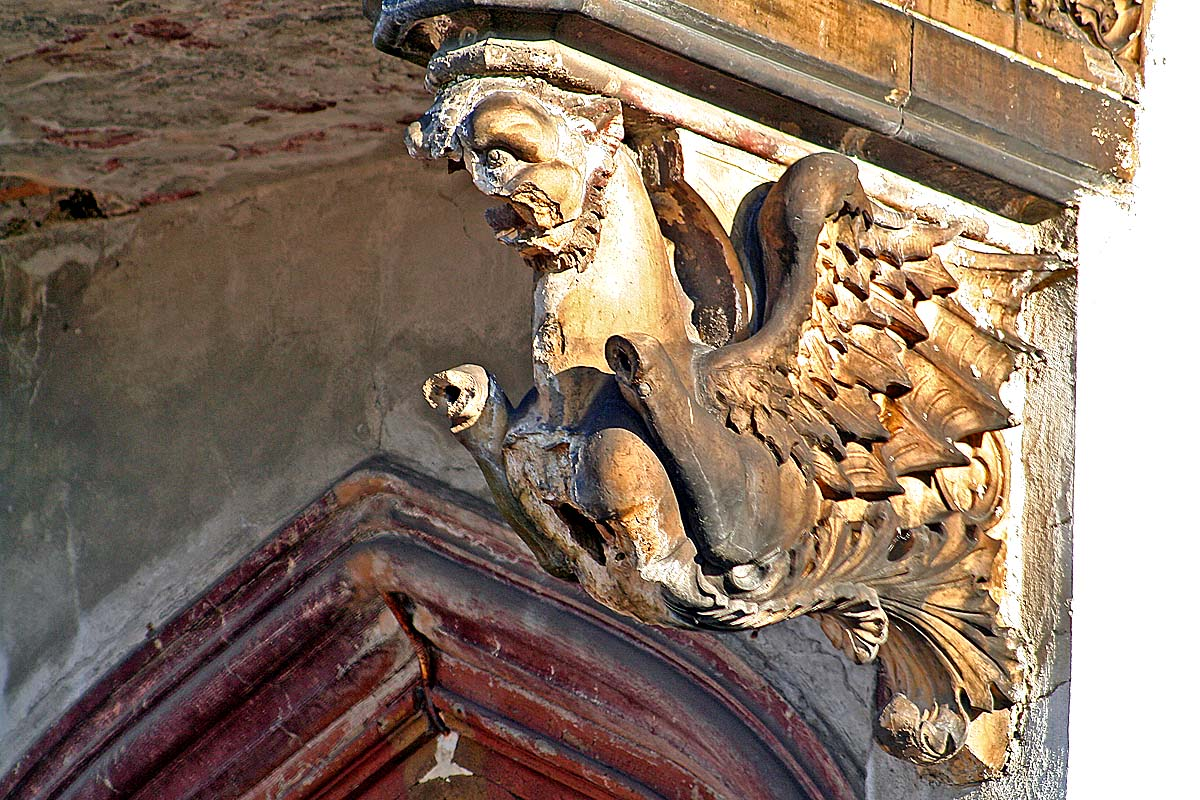
Gryf podtrzymujący balkon nad wejściem.
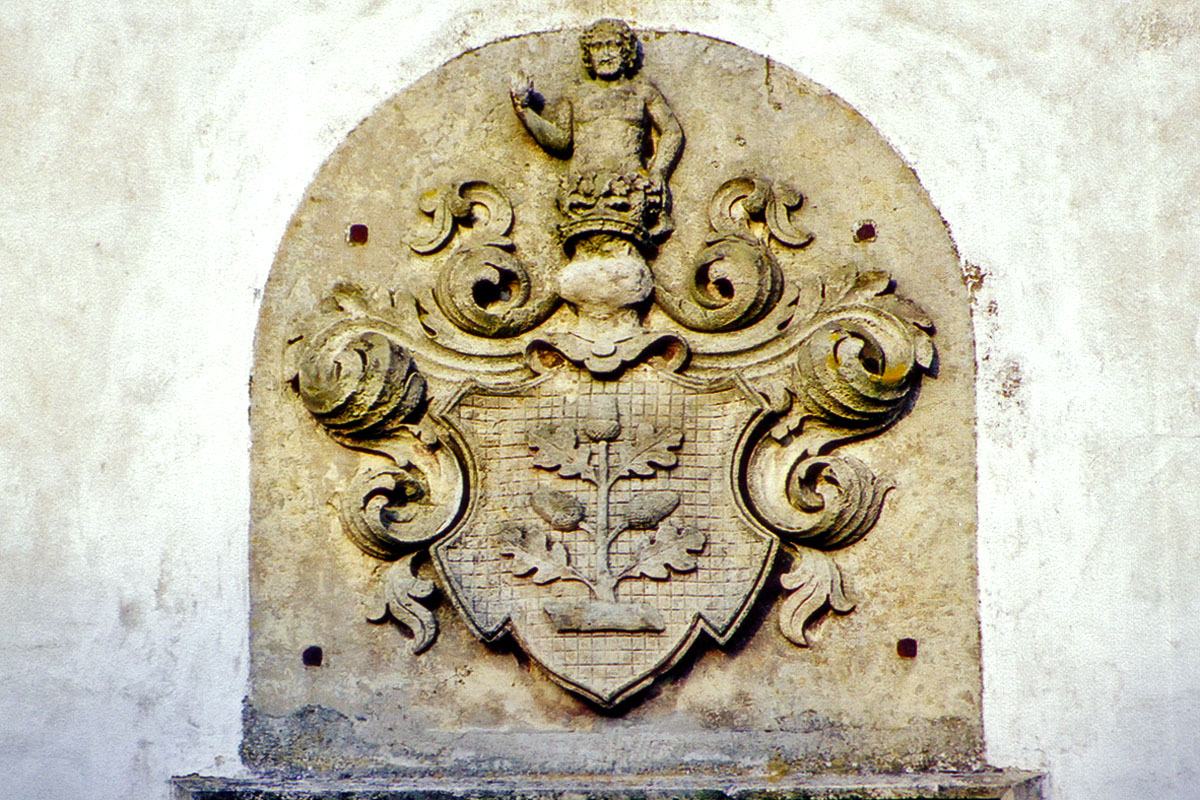
Herb właścicieli von Eichmann
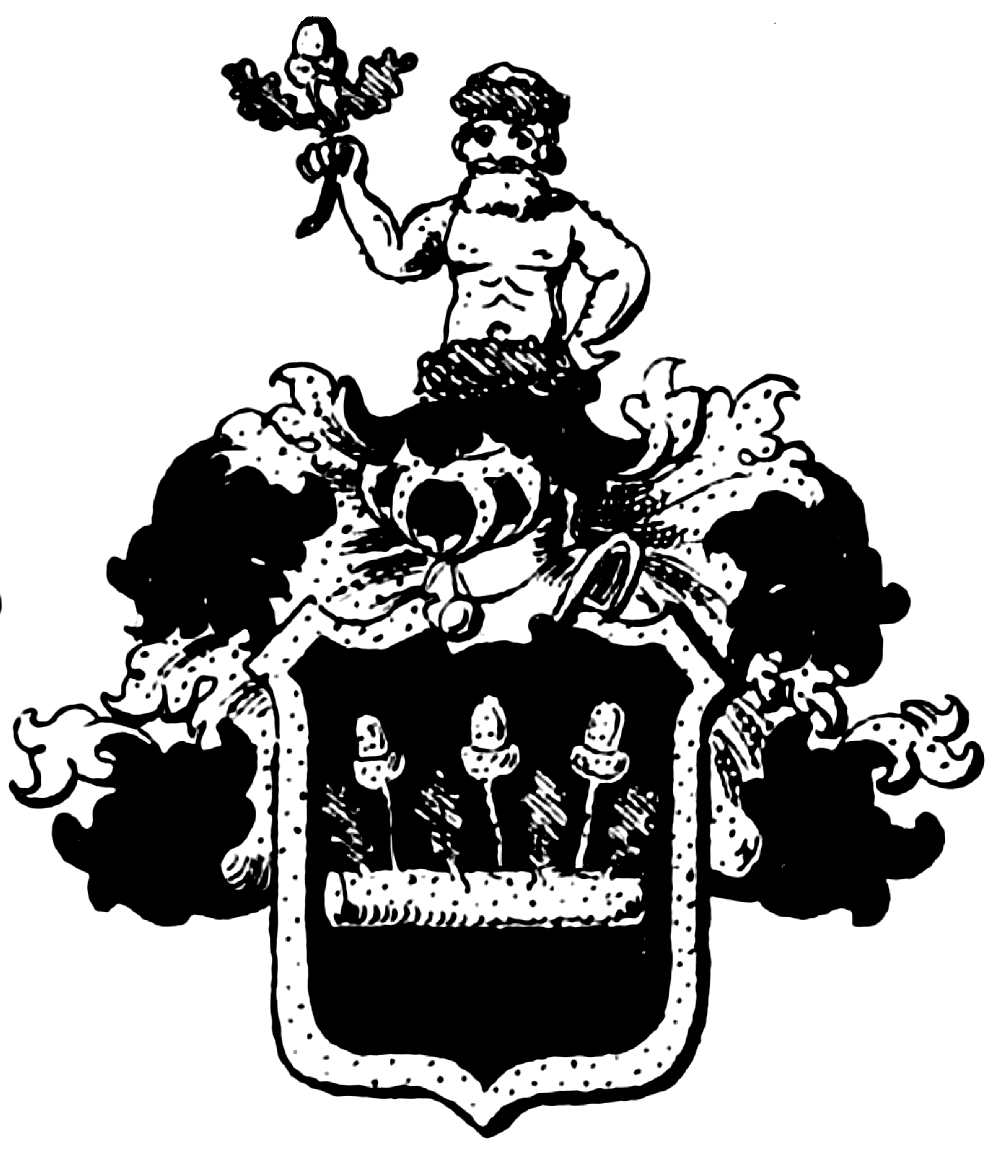
Herb von Eichmann (1860)